# 文帝元皇后
元皇后（6世紀—551年），河南郡洛阳县（今河南省洛阳市东）人，魏孝文帝元宏孙女，追尊魏武穆帝元怀之女，宇文泰的正妻，周孝闵帝宇文觉生母，北周追尊皇后。

## 生平
元氏最初封平原公主，嫁给开府张欢，张欢个性豪纵险恶，贪婪残忍，与元氏感情不好，对待元氏无礼，又曾经杀死元氏的婢女。元氏发怒，向哥哥魏孝武帝元修诉说，魏孝武帝于是捉住张欢将他杀了，改封元氏为冯翊公主。永熙三年（534年）二月，魏孝武帝派遣武卫将军元毗慰劳贺拔岳的军队，当时元氏正守寡，魏孝武帝想要把妹妹嫁给宇文泰，就让元毗宣达这项旨意。永熙三年七月，魏孝武帝西入关中，诏令宇文泰正式迎娶元氏。元氏改嫁宇文泰后，生了宇文觉。西魏大统十七年（551年），元氏去世。魏恭帝三年十二月，与宇文泰合葬成陵。周孝闵帝宇文觉即位，追尊母亲元氏为王后。武成初年，又追尊为皇后。

## 延伸阅读
[在维基数据编辑]
 《北史·卷014》，出自李延壽《北史》